# Anogeissus pendula
Anogeissus pendula är en tvåhjärtbladig växtart som beskrevs av Michael Pakenham Edgeworth. Anogeissus pendula ingår i släktet Anogeissus och familjen Combretaceae. Inga underarter finns listade i Catalogue of Life.